# 天間林村
天間林村（てんまばやしむら）は、青森県上北郡の西北部に位置した村である。
隣町である上北郡七戸町とのつながりが強い。平成の大合併において、上北郡東北町、上北郡七戸町、上北郡上北町との合併を目指し中部上北合併協議会を設立したが、財政見通しの対立から上北町が離脱するとともに合併協議会を解散。解散後、七戸町とともに七戸町・天間林村合併協議会を設立。2005年3月31日に七戸町として新設合併した。

## 地理
上北郡の西北部に位置し、西部を八甲田山系に連なる丘陵部に東部を小川原湖に面する。

### 隣接していた自治体
- 青森市
- 三沢市
- 上北郡：東北町、七戸町、上北町
- 東津軽郡：平内町

## 大字
- 天間舘
- 榎林
- 附田
- 二ツ森
- 野崎
- 中岫
- 花松

## 歴史
古くは縄文時代より集落が存在していたと見られ、二ツ森貝塚などの縄文遺跡群が存在する。
- 1889年（明治22年）：天間舘村、中岫村、花松村、野崎村、附田村、榎林村、二ツ森村の7か村により、天間林村成立。

## 産業

### 農業
- みよこ米
- ニンニク
- 長芋

## 姉妹都市・提携都市
- 大韓民国慶尚南道河東郡

## 地域
- 上北警察署管内＊現在は七戸警察署が管轄。
  - 榎林駐在所
  - 天間林駐在所
- 天間林村消防団
- 天間林郵便局
- 榎林郵便局

### 教育
- 青森県立八甲田高等学校（2007年より青森県立七戸高等学校八甲田校舎）
- 天間林村立天間舘中学校
- 天間林村立榎林中学校
- 天間林村立西小学校
- 天間林村立東小学校

### 金融機関
- みちのく銀行天間林支店

### その他主要機関
- 独立行政法人種苗管理センター上北農場

## 交通

### 鉄道
- 南部縦貫鉄道（1997年休止、2002年廃止）
  - 南部縦貫鉄道線 : 後平駅 - 坪駅 - 坪川駅 - 道ノ上駅 - 天間林駅 - 中野駅

### バス
- 十和田観光電鉄

### 道路
- 国道4号、国道394号、みちのく有料道路

## 名所・旧跡・観光スポット・祭事・催事
- 二ツ森貝塚：青森県内最大、日本国内でも有数の規模である遺跡。5,500年前から4,000年前の縄文前期から中期のものと見られている。
- 一里塚：村内に2基存在。
- 千曳神社：807年、坂上田村麻呂により創建と伝えられる。
- 諏訪牧場：競走馬の生産から育成までを行う。主な生産馬として1979年年度代表馬に選出されたグリーングラス。2001年、阪神ジュベナイルフィリーズにて優勝したタムロチェリー。
- ヒナコウモリ：レッドデータブックに記載。
- みよこまつり（8月中旬）

## 特産品
- マイルドにんにく：無臭ニンニク

## 郷土料理
- ひっつみ（長芋すいとん）

## 出身著名人
- 上野俊量（1759年-1803年）:禅僧。永平寺の依頼にて正法眼蔵の刊行作業にあたる。
- 魁輝薫秀（1952年- ）:大相撲元関脇。友綱親方。大関魁皇博之を育てる。
- 加賀武見（1937年- ）：JRA元騎手・元調教師。1976年東京優駿（クライムカイザー）トウショウボーイを押さえ優勝
- 松山晋也（2000年‐）：プロ野球選手。2022年育成選手ドラフト1位で中日ドラゴンズに入団。